# Хоккейный клуб «Динамо» (Минск) в сезоне 2008/2009
Сезон 2008/2009 — стал первым сезоном в составе Континентальной хоккейной лиги для белорусского хоккейного клуба Динамо-Минск. Команда выступала в Дивизионе Боброва Западной конференции КХЛ.

## Руководство и состав
Главный тренер:
- Пол Гарднер (8 июня 2008 — 29 июля 2008, только предсезонка)
- Джим Хьюз (1 августа 2008 — 15 октября 2008)
- Василий Спиридонов (15 октября 2008 — май 2009)

### Состав

#### Заявочный лист
В заявочный лист КХЛ на сезон 2008-2009 гг. минское Динамо включило 25 игроков:
- Вратари:
  - Коваль Виталий Николаевич (Беларусь)
  - Киодо Энди (Канада)
  - Малютин Максим Сергеевич (Беларусь)
- Защитники:
  - Макрицкий Александр Петрович (Беларусь)
  - Шведов Игорь Иосифович (Беларусь)
  - Сушко Вадим Иванович (Беларусь)
  - Нолан Дуглас (США)
  - Клаймер Бенджамин (США)
  - Уланов Игорь Сергеевич (Россия)
  - Красоткин Дмитрий (Россия)
  - Мьюар Брайан (Канада)
  - Антонов Андрей Игоревич (Беларусь)
- Нападающие:
  - Михалев Андрей Александрович (Беларусь)
  - Кулаков Александр Викторович (Беларусь)
  - Жидких Александр Михайлович (Беларусь)
  - Андрущенко Виктор Викторович (Беларусь)
  - Улмер Джеффри (Канада)
  - Джулиано Джеффри (США)
  - Заделенов Сергей Александрович (Беларусь)
  - Стась Андрей Леонидович (Беларусь)
  - Манелюк Майкл (Канада)
  - Чуприс Ярослав Ростиславович (Беларусь)
  - Кукушкин Сергей Михайлович (Беларусь)
  - Дудик Дмитрий Владимирович (Беларусь)
  - Курилин Евгений Вячеславович (Беларусь)

#### Изменения в составе по ходу сезона
- 11.09.08 Дозаявлены:
  - Костур Матуш (Словакия) - вратарь
  - Плэтт Джефф (Канада) - нападающий
- 16.09.08 Дозаявлены:
  - Рязанцев Георгий (Беларусь) - нападающий
- 30.09.08 Отзаявлены:
  - Манелюк Майкл (Канада) - нападающий
- 02.10.08 Дозаявлены:
  - Моррисон Джастин (США) - нападающий
- 07.10.08 Отзаявлены:
  - Красоткин Дмитрий (Россия) - защитник
- 08.10.08 Дозаявлены:
  - Балмочных Максим (Россия) - нападающий
- 13.10.08 Дозаявлены:
  - Демагин Сергей (Беларусь) - нападающий
- 13.10.08 Отзаявлены:
  - Улмер Джефф (Канада) - нападающий
- 15.10.08 Отзаявлены:
  - Плэтт Джефф (Канада) - нападающий
- 17.10.08 Дозаявлены:
  - Спиридонов Андрей (Россия) - защитник
- 27.10.08 Отзаявлены:
  - Моррисон Джастин (США) - нападающий
- 31.10.08 Отзаявлены:
  - Нолан Дуглас (США) - нападающий
- 13.10.08 Дозаявлены:
  - Линтнер Рихард (Словакия) - защитник
  - Саулиетис Каспарс (Латвия) - нападающий